# Marián Dávidík

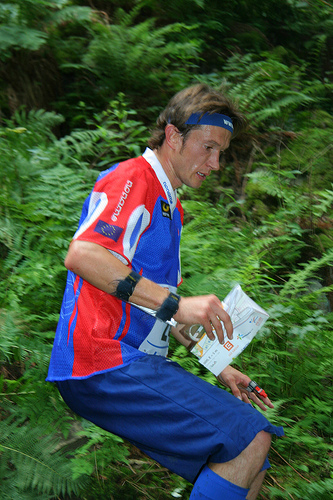
Marián Dávidík

Marián Dávidík, född den 18 november 1977, är en slovakisk orienterare som tog EM-silver på klassisk distans 2000.